# Шагирли-Шомишти — Бейнеу
Шагирли-Шомишти – Бейнеу – газопровід у Мангістауській області на заході Казахстану, споруджений для видачі продукції газового родовища Шагирли-Шомишти.
Трубопровід спорудили в другій половині 2000-х років, втім, ввести Шагирли-Шомишти в розробку вдалось лише у 2015-му.
Трубопровід має довжину 96 км та виконаний в діаметрі 530 мм. Він розрахований на робочий тиск у 6,5 МПа і здатний забезпечувати пропускну здатність на рівні 1,56 млрд м3 на рік (втім, в другій половині 2010-х фактичні обсяги отриманого з Шагирли-Шомишти товарного газу становили 0,6 – 0,7 млрд м3 на рік). Перекачування ресурсу обслуговує дожимна компресорна станція родовища, яка має 4 турбокомпресорні агрегати потужністю по 1 МВт.
В кінцевій точці трубопровід під’єднується до газового хабу Бейнеу (компресорної станції Бейнеу), звідки, зокрема, може подаватись до газопроводу Бейнеу – Жанаозен (розробку Шагирли-Шомишти веде компанія «Казазот», яка сама є великим споживачем блакитного палива та отримує його по трубопроводам Бейнеу – Жанаозен та Жанаозен – Актау).